# Sukel
Der Sukel oder Soekel/Sökel/Sockel, war ein spezielles Gewichtsmaß auf den Molukken und wurde vorrangig für den Handel mit Muskatblüten verwendet.
- 1 Sukel = 28 Katties = 77,5 Kilogramm (562 ⅓ Troy-Pfund (holländ.))

Als Bruttogewicht entsprach ein Sukel = 87 ⅔ Kilogramm (170 Troy-Pfund (holländ.))
Der Preis wurde aber auf je 6 Troy-Pfund (holländ.) festgelegt.